# Åke Nisbeth
Åke Gunnarsson Nisbeth, född 30 januari 1926 i Sundsvall, död 30 september 2008 i Lidingö, var en svensk konsthistoriker och antikvarie. 

## Antikvarie
Åke Nisbeth arbetade som antikvarie och senare avdelningsdirektör vid byggnadsminnesavdelningen på Riksantikvarieämbetet. Som sådan handlade han en stor mängd kyrkobyggnadsärenden i hela Sverige under en lång tidsperiod. I det arbetet strävade Nisbeth efter att kombinera bevarandet av äldre kulturarv med levande kulturmiljöer. Han var också inblandad i många byggnadsminnesförklaringar av profana byggnader.

## Författarskap
I samband med kyrkoärendena kom Nisbeth att skriva ett stort antal kyrkobeskrivningar. Vid sidan av arbetet bedrev Nisbeth egen forskning och publicerade ett stort antal skrifter inom byggnadshistoria, medeltida kalkmåleri och glasmålningar, glasbrukshistoria och även personhistoria.

## Utmärkelser
År 1991 mottog Åke Nisbeth Hildebrandspriset, som delas ut av Svenska fornminnesföreningen. År 1997 tilldelades han Cnattingiuspriset av föreningen Östergötlands länsmusei vänner för sina insatser med att dokumentera östgötska kyrkor.